# Casa Pinyol (Roquetes)
La Casa Pinyol és un edifici de Roquetes (Baix Ebre) inclòs a l'Inventari del Patrimoni Arquitectònic de Catalunya.

## Descripció
És un edifici d'habitació, de planta quadrada, amb un cos rectangular de planta baixa i un pis (corresponent a la planta baixa de l'edifici principal). Té dos pisos d'alçada (més planta baixa de gran alçada), amb coberta lleugerament inclinada i notable torre de planta quadrada (encara que petita) situada al mig d'aquesta.
Cal destacar la façana principal (bastant abandonada i pitjor pintada) ordenada simètricament d'acord l'eix central i en la que sobresurt l'organització vertical dels dos pisos en funció de tres registres, evidentment verticals, delimitats per pilastres (dues cap a l'interior i dues cap a les cantonades). Hi ha emmarcaments de pedra per als finestrals, gairebé apaïsats del segon pis, gran portalada amb arc rebaixat i cornisa de motllura senzilla coronant el conjunt. Interiorment destaca el gran espai central que es troba quan s'entra per la porta principal (lloc per als carruatges, que encara conserva l'empedrat del terra), així com els arcs que donen a l'escala.

## Història
Fou propietat de la Comtessa de Traval (la tradició li atribueix relacions amb el General Palafox, al mig del segle xix), i existeix una petita capella al costat dret de l'edifici, utilitzat únicament com a lloc de descans i esbarjo. Després, l'edifici va ser adquirit per la vídua i les filles del General Pinyol de Tortosa a l'inici del segle XX). Posteriorment propietat de la neboda de les filles del general i hi viuen llogaters.